# Gudhjem
Gudhjem es una localidad situada en el municipio de Bornholm, en la región Capital (Dinamarca), con una población en 2012 de unos 718 habitantes.
Se encuentra ubicada en la isla de Bornholm (mar Báltico), entre la costa sur de Suecia y la norte de Polonia.